# Mouvement Réformateur
Mouvement Réformateur (MR), deutsch Reformbewegung, ist eine französischsprachige liberale Partei in Belgien. Die Partei steht nur in Wallonien, der Deutschsprachigen Gemeinschaft und Brüssel zur Wahl.

## Zusammensetzung
- Der MCC (Mouvement des Citoyens pour le Changement) ist eine Mitte-rechts-Bewegung, die sich 1998 vom ehemaligen PSC (Parti Social Chrétien; jetzt Les Engagés) abgespalten hat.
- Der MRLB  (Mouvement réformateur des libéraux bruxellois)
- Die PFF (Partei für Freiheit und Fortschritt) ist eine deutschsprachige liberale Partei. Sie tritt in den neun zur Deutschsprachigen Gemeinschaft gehörenden Gemeinden an.
- Der PRL (Parti Réformateur Libéral) ist die älteste Partei Belgiens. Er wurde 1846 als parti libéral gegründet. Die Partei entstand aus der Spaltung der Parti de la liberté et du progrès im Jahr 1972 in eine französischsprachige Partei und eine flämische Partei, die PVV. Sie hieß nacheinander Parti de la liberté et du progrès (PLP), nach der Fusion mit der Rassemblement Wallon im Jahre 1976 hieß sie Parti des réformes et de la liberté de Wallonie (PRLW) und schließlich seit 1979 Parti Réformateur Libéral. Die Werte der Partei beruhen auf der Freiheit, dem Humanismus und der Gleichheit.

Ehemals zum Bündnis gehörte:
- Der FDF (Front démocratique des francophones) setzt sich für die Rechte und Freiheiten der französischsprachigen Belgier ein. Er wurde 1964 gegründet, schied jedoch im September 2011 aus der MR aus.

## Geschichte
Mouvement Réformateur wurde im Jahr 2002 aus der Vereinigung vierer bereits bestehender Parteien gegründet: (PRL, PFF, FDF und MCC).
Am 18. Mai 2003 nahm der Mouvement Réformateur zum ersten Mal an den Wahlen zu den beiden Kammern des Parlaments teil. Mit 11,4 % der Stimmen, was etwa 25 % im französischsprachigen Teil Belgiens entspricht, wurde sie die siebtstärkste Partei des Landes, erreichte 24 von 150 Sitzen in der Abgeordnetenkammer (zweitgrößte Fraktion hinter den flämischen Liberalen) und 10 Sitze im Senat.
Auf europäischer Ebene ist der Mouvement Réformateur seit der Europawahl 2019 in der Fraktion Renew Europe mit derzeit 2 Abgeordneten – Olivier Chastel und Frédérique Ries – vertreten. Außerdem ist Charles Michel, seit dem 1. Dezember 2019 Präsident des Europäischen Rates, und vorher von 2014 bis 2019 belgischer Ministerpräsident, Mitglied des MR. Auch sein Vater Louis Michel, von 2004 bis 2009 EU-Kommissar für Entwicklungshilfe ist Mitglied des MR.
Ein bekannter Politiker dieser Partei ist der Fußballtrainer und frühere Fußballspieler Marc Wilmots (ehemaliger Spieler vom FC Schalke 04 und Trainer der belgischen Fußballnationalmannschaft 2012–16).